# كارول كوربيل
كارول كوربيل (بالإنجليزية: Carole Corbeil)‏ (1952 - 2000)؛ صحفية وروائية كندية. درست في كلية العالم المتحد الأطلسية.